# Zliv (Planá)
Zliv je vesnice, část města Planá v okrese Tachov v Plzeňském kraji. Nachází se asi šest kilometrů jihovýchodně od Plané. Je zde evidováno 79 adres. V roce 2011 zde trvale žilo 46 obyvatel.
Zliv leží v katastrálním území Zliv nad Mží o rozloze 4,9 km².

## Historie
První písemná zmínka o vesnici pochází z roku 1379.

## Obyvatelstvo
| Rok            | 1869 | 1880 | 1890 | 1900 | 1910 | 1921 | 1930 | 1950 | 1961 | 1970 | 1980 | 1991 | 2001 | 2011 | 2021 |
| -------------- | ---- | ---- | ---- | ---- | ---- | ---- | ---- | ---- | ---- | ---- | ---- | ---- | ---- | ---- | ---- |
| Počet obyvatel | 245  | 247  | 258  | 264  | 247  | 229  | 218  | 102  | 76   | 84   | 59   | 24   | 33   | 46   | 49   |
| Počet domů     | 42   | 42   | 41   | 40   | 41   | 40   | 42   | 28   | 28   | 19   | 17   | 15   | 13   | 15   | 17   |

## Obecní správa
Při sčítání lidu v letech 1850–1879 Zliv byla osadou obce Vysoké Sedliště v okrese Planá.
V letech 1880–1960 byla samostatnou obcí, se kterým patřila nejprve do okresu Planá, ale v roce 1950 v okrese Mariánské Lázně. V letech 1961–1976 byla částí obce Svahy v okrese Tachov. Od 30. dubna 1976 je částí města Planá v okrese Tachov.